# Clemente VIII (antipapa)
Antipapa Clemente VIII, nato Gil Sánchez de Muñoz y Carbón (Teruel, 1369 circa – Maiorca, 28 dicembre 1446), è stato un vescovo cattolico spagnolo, canonico di Barcellona, che il 10 giugno 1423 venne eletto antipapa da tre cardinali alla morte dell'avignonese Benedetto XIII: successivi accordi con papa Martino V lo convinsero a dimettersi (26 luglio 1429) e ad accettare la diocesi di Maiorca (26 agosto 1429).

## Biografia
Fu amico e consigliere del futuro antipapa Benedetto XIII e membro della curia di Avignone. Nel 1396 fu inviato del vescovo di Valencia per ottenere il sostegno spagnolo. Benedetto XIII aveva nominato quattro cardinali e, alla sua morte, tre di essi il 10 giugno 1423 elessero papa Muñoz, allora prevosto di Valencia ed arciprete di Teruel. Il quarto, Jean Carrier, in quel momento assente, dichiarò l'elezione nulla per simonia ed elesse unilateralmente Bernard Garnier, dandogli il nome di Benedetto XIV. Di conseguenza Carrier venne scomunicato da Clemente VIII.
Il destino di Clemente VIII fu legato alle ambizioni di Alfonso V d'Aragona. Alfonso desiderava negoziare per Napoli, così diede il proprio sostegno a Clemente tramite la regina Maria di Castiglia ed i vescovi aragonesi. Nell'estate del 1423 Alfonso convinse la Repubblica di Siena a riconoscere Clemente VIII, assicurandosi così il riconoscimento del papa avignonese nella città di Siena, dove il papa di Roma Martino V si era recato per un concilio ecumenico.
Quando però Alfonso raggiunse il suo scopo politico, inviò una delegazione (guidata da Alfonso de Borgia, il futuro papa Callisto III) per convincere Clemente a riconoscere Martino. Clemente VIII dovette fare atto di sottomissione penitenziale a Martino V e abdicò il 26 luglio 1429, grazie anche alla mediazione del legato pontificio cardinale Pietro di Foix. L'abdicazione venne confermata a metà agosto, e a motivo di ciò Martino nominò Clemente vescovo di Maiorca il 26 agosto.
Sanchez Muñoz morì il 28 dicembre 1446 a Maiorca, dove è sepolto nella cattedrale di Santa Maria.

## Il successore di Clemente VIII
Sembra che Bernard Garnier non abbia mai accettato il ruolo di "Papa Anti-Clemente VIII" impostogli da Jean Carrier, il quale, dopo l'abdicazione di Clemente, non ebbe più bisogno di Garnier e succedette a Clemente nella Linea d'Avignone facendosi eleggere con il nome di Benedetto XIV, usando lo stesso numerale che egli aveva imposto a Garnier.

## Pseudocardinali creati da Clemente VIII
1. Gil Sánchez, omonimo nipote dell'antipapa[3]
2. François de la Rovère[3]